# Krzesany
Krzesany is een symfonisch gedicht van de Pool Wojciech Kilar, die na de première in 1974 nogal wat ophef veroorzaakte binnen de kringen van klassieke muziek.
Kilar maakte deel uit van de avant-garde binnen de klassieke muziek van de 20e eeuw en componeerde gedurende de jaren 50 en 60 in de stijlen die toen opgang deden. De grotendeels theoretische dodecafonie en toen nog in de kinderschoenen staande minimal music waren populair bij concertgangers, musici en autoriteiten. De avant-gardebeweging hoorde zich natuurlijk af te zetten tegen wat populair was en zo gebeurde het dat de grote drie van de Poolse klassieke muziek toen, Henryk Górecki, Krzysztof Penderecki en Kilar de populaire stromingen loslieten. Kilar wendde zich tot de Poolse volksmuziek en dat is terug te vinden in Krzesany.
De Krzesany is een volksdans uit de Podhale in Zuid-Polen; het is genoemd naar krzesanie, hetgeen betekent vuur maken met behulp van vuurstenen. De muziek is dan ook vurig. Kilar bewerkte een aantal volksmelodieën en voegde daar klassieke muziek aan toe.
Het werk bestaat uit een aantal secties, die soms naadloos in elkaar overgaan, maar ook vallen er kleine generale rusten tussen de deeltjes. ritme en melodie wisselen elkaar af. Het begin verwijst nog naar de oude stijl van Kilar. Op zich is de melodie pure volksmuziek; echter Kilar heeft de diverse partijen chromatisch gestapeld, waardoor de melodie schrijnend dissonant klinkt; het geheel komt als clusters op de luisteraar af. Na de eerste muzikale zin schakelt Kilar direct over naar “gewone” virtuoze opzwepende volksmuziek. Door het gehele stuk wisselen technische muziek en gevoelsmuziek elkaar af. Zo is er een deel waarbij een klein aantal strijkinstrumenten kamermuziek spelen, terwijl er af en toe een tromboneaanzet klinkt, ook is er een gedeelte die veel weg heeft van free jazz. Het slot is een permanente crescendo, waarbij de koperblazers hun instrument niet lichtjes naar beneden houden, maar moeten opstaan en hun klanken ongeremd door hun directe omgeving de zaal of microfoon inspelen. Daarna is er een plotselinge stilte.
Kilar kreeg door deze compositie mede de naam van componist van filmmuziek zonder film.

## Ontvangst
Concertgangers en recensenten hadden het moeilijk het werk te plaatsen. De pure volksmuziek kreeg volgens hen door de aanpak van Kilar een hoog kitsch-gehalte, maar men moest ook voor zichzelf toegeven dat het wel lekker in de oren klonk in vergelijking tot de theoretische muziek van de jaren daarvoor.

## Bron en discografie
- Uitgave Jade (onderdeel van Warner Bros); Pools Radio- en Televisieorkest Katowice o.l.v. Antoni Wit opname 1995; (bron)
- Uitgave Naxos; idem; opname 1994